# Финкельштейн, Евгений Шмерович
Евгений Шмерович Финкельштейн (23 апреля 1937 — 20 февраля 2022) — советский и российский учёный, доктор химических наук, лауреат Премии им. С. В. Лебедева РАН (2001), заслуженный деятель науки РФ (2001).

## Биография
Родился 23 апреля 1937 г. в Москве. Окончил Московский нефтяной институт по специальности «инженер-технолог» (1959).
С 1 сентября 1959 г. работает в ИНХС АН СССР: старший лаборант, инженер, с 1964 г. младший научный сотрудник. В 1966 г. защитил кандидатскую диссертацию (органическая химия).
С 1973 г. старший научный сотрудник, в 1988—2015 гг. заведующий лабораторией кремнийорганических и углеводородных циклических соединений ИНХС РАН.
В 1989 г. защитил докторскую диссертацию (нефтехимия).
С 2015 г. главный научный сотрудник ИНХС РАН.
Специалист в области химии кремнийорганических соединений, метатезиса олефинов, синтеза и полимеризации напряжённых карбоциклов и гетероциклов.
Соавтор монографий:
- V. Dragutan, A. Demonceau, E. Finkelstein. (Eds). Green Metathesis Chemistry: Springer Verlag. Dordrecht, 2010. 425 p.
- Yuri Yampolskii, Eugene Finkelshtein (Eds). Membrane Materials for Gas and Vapor Separation Synthesis and Applicatio of Silicon-Containing Polymers, 2017. 420 p. John Wiley & Sons Ltd.
- Eugene Finkelshtein, Maria Gringolts, Maksim Bermeshev, Pavel Chapala, and Yulia Rogan. Polynorbornenes // Book: Membrane Materials for Gas and Vapor Separation Synthesis and Application of Silicon-Containing Polymers. Yu. Yampolskii and E. Finkelshtein (Eds). : John Wiley & Sons, Inc., Chichester, West Sussex, United Kingdom. 2017. P. 143-222.

Автор публикаций в журналах ДАН, ВМС, Нефтехимия, Успехи Химии, Macromolecules, Journal of Membrane Science, Polymer, Tetrahedron, Tetrahedron Letters, European Polymer Journal, Journal of Molecular Catalysis, и др.).
Индекс Хирша — 20 (2018).
Ученики — доктора химических наук (нефтехимия) Быков В. И. (2003), Грингольц М. Л. (2011), Бермешев М. В. (2017), кандидаты наук — 10 человек.
Заслуженный деятель науки РФ (2001). Лауреат Премии им. С. В. Лебедева РАН (2001). Награждён нагрудным знаком «Отличник нефтеперерабатывающей и нефтехимической промышленности СССР» (1978).